# Battlefield 2142
Battlefield 2142 es un videojuego de disparos en primera persona de la serie Battlefield, ambientado en el año 2142, desarrollado por EA Digital Illusion CE y distribuido por Electronic Arts. Siguiendo el esquema de la saga dos equipos se sitúan sobre un campo de batalla con determinados objetivos que cumplir para prevalecer sobre el equipo contrario. El juego tiene una campaña, pero su verdadero potencial se explota en el juego multijugador, con hasta 64 jugadores simultáneos, y sistemas de recompensas sobre la base de la experiencia. 

## Argumento
En el año 2106, comenzó una nueva edad de hielo. A medida que el hielo se expandía, millones de personas en todo el mundo fueron desplazadas, particularmente en Rusia y Japón. Combinado con su creciente incapacidad para encontrar suficientes recursos naturales, la Coalición Pan-Asiática (CPA) se desespera. Mientras tanto, la Unión Europea (UE) es capaz de resistir los desplazamientos y encontrar recursos suficientes, principalmente del norte de África debido a su relación con la Unión de Estados Africanos (África permanece mayoritariamente libre de hielo). Al ver esto, la CPA lanza una invasión a gran escala de Europa y el norte de África en 2139, comenzando la Guerra Fría del Siglo XXII, una guerra por las últimas tierras y recursos que quedan en el mundo.
El paquete de expansión multijugador Final Stand para Battlefield 4 brinda una nueva perspectiva sobre la Guerra Fría, y revela que la CPA se formó en 2020 (el año en que se desarrolla Battlefield 4), ya que se pueden ver las primeras versiones del símbolo de la coalición. Además, los primeros prototipos de titanes junto con otros vehículos y tecnología futurista ya estaban en desarrollo en 2020 por parte de la CPA en regiones remotas de Rusia.

## Desarrollo
Se rumoreaba que Battlefield 2142 estaba en desarrollo desde que se filtró en Internet un video de 30 segundos en enero de 2006. El video se describía a sí mismo como una "prueba interna". La prueba de concepto muestra los diversos vehículos del juego invadiendo una ciudad futurista. Los rumores comenzaron luego de una entrevista de febrero de 2006 con Dan Blackstone, un productor de Electronic Arts, en la que mencionó: "Estamos a punto de anunciar algo muy grande, así que estén atentos. Otro entrevistador preguntó esto y le di una pista, así que es justo que haga lo mismo por ti: 3213/3*2. O dicho de otra manera: SR 4588164".
La raíz cuadrada ("SR") de 4588164 es 2142 (3213 ÷ 3 × 2 también es igual a 2142), de ahí los rumores. La única prueba de existencia fue la historia de portada de la revista PC Gamer y el tráiler, publicado en la misma revista, hasta el 21 de marzo de 2006, cuando Electronic Arts anunció que el próximo juego de la serie Battlefield sería Battlefield 2142 en su actualización de la comunidad del 21 de marzo de 2006.
En el DLC Armored Fury de Battlefield 2, había un Muscle car que se podía conducir con el número de matrícula 2142. También había una valla publicitaria que anunciaba un reloj de pulsera digital, que mostraba "21:42" como la hora, y una nube en forma de hongo con el mensaje de subtítulo "Watch For The Future". Además, el semirremolque manejable tenía una revista en el asiento del pasajero que decía "Ice Age Approaches".
Battlefield 2142 se anunció oficialmente y se pudo jugar en el E3 de 2006.
La versión de prueba anticipada de Battlefield 2142 se lanzó en la tercera semana de agosto. Sin embargo, se reveló que la versión beta no era una versión beta "abierta" completa en el momento de su lanzamiento. En ese momento, la versión beta solo estaba disponible para ciertos suscriptores de GameSpy (las claves se entregaban por orden de llegada) y aquellos que estaban invitados. Algunos sitios de fanes habían estado organizando concursos dando invitaciones a la beta de BF2142 como premios. El 31 de agosto, GameSpy entregó una gran cantidad de claves de forma gratuita y el juego se actualizó. Incluía un solo mapa llamado Sidi Power Plant, en modo conquista y modo Titán. Tenía todos los bugs y fallos sin corregir. Finalmente, el 11 de agosto de 2011 se cerraron los servidores impidiendo jugar a la demo.
Se han creado numerosos parches para el videojuego, destacando el apoyo post-lanzamiento hasta febrero de 2011, con el parche 1.51 el cual trae las siguientes novedades:
- Correcciones de errores y seguridad.
- Mejora con la compatibilidad de los controladores Nvidia para evitar problemas gráficos.
- Mejora en la conexión del cliente al servidor.
- Actualizado el archivo as_titan_wake.tweak para hacer que aparezcan 2 aviones de combate como corresponde.
- Deshabilitada la comprobación del DVD en el lector, lo que permitirá jugar sin tener el disco en el ordenador.
- Añadido soporte para el controlador Novint Falcon.
- Añadidos los mapas: Operation Blue Pearl, Yellow Knife, Strike at Karkand 2142 y Molokai, los 4 mapas de la comunidad creados por Jason Brice y retocados por Björn Sundell.
- Añadido el pack de expansión Northern Strike gratuitamente.

## Música
Se publicó una banda sonora original, con 14 canciones, incluyendo una versión remake del tema de Battlefield 1942. Todas las canciones las compuso: Gregor Narholz.
| Battlefield 2142: Banda sonora |                                 |          |  |
| N.º                            | Título                          | Duración |  |
| 1.                             | «Battlefield: 2142: Main Theme» | 3:18     |  |
| 2.                             | «Belgrade»                      | 2:12     |  |
| 3.                             | «Camp Gibraltar»                | 2:28     |  |
| 4.                             | «Cerbere Landing»               | 2:34     |  |
| 5.                             | «Fall of Berlin»                | 2:14     |  |
| 6.                             | «Lose Round»                    | 0:37     |  |
| 7.                             | «Menu Music»                    | 5:28     |  |
| 8.                             | «Minsk»                         | 2:19     |  |
| 9.                             | «Shuhia Taiba»                  | 2:32     |  |
| 10.                            | «Sidi Power Plant»              | 2:30     |  |
| 11.                            | «Suez Canal»                    | 2:32     |  |
| 12.                            | «Tunis Harbor»                  | 2:47     |  |
| 13.                            | «Verdun»                        | 2:17     |  |
| 14.                            | «Win Round»                     | 0:36     |  |
| 34:05                          |                                 |          |  |

## Características destacadas
Modo Titán
En esta versión se incluye un nuevo modo de juego en esta saga, el modo Titán. En este un gran vehículo volador en cada bando será el objetivo principal de los jugadores. Este vehículo será dirigido por el comandante del equipo, y su perdida supondrá el fin de la ronda. Los jugadores tienen que debilitar el escudo mediante silos de misiles repartidos por el mapa que primero tendrán que capturar para que disparen contra el Titán enemigo. Una vez eliminados los escudos los jugadores asaltarán directamente el vehículo desde vehículos aéreos o mediante cápsulas lanzadas por los APCs. Una vez dentro del Titán el objetivo es destruir el núcleo para reducirlo a cenizas.
64 Jugadores
Hasta 64 jugadores simultáneos pueden participar en una partida, dimensionándose el mapa según la cantidad de jugadores y aportando más o menos puntos de control y vehículos en el campo de batalla.
Persistencia en tiempo-real
Jugando en los servidores tipo 'Ranked' obtendrás medallas, condecoraciones y liberarás opciones de equipamiento para tu soldado, como granadas, explosivos, torretas desplegables y otros útiles complementos.
Modo conquista
Este modo de juego consiste en tomar todos los puntos de control que hay en el mapa. Para ello se debe estar en el punto de control hasta que se complete la barra en la parte superior de la pantalla de tu color.
Líneas de Asalto
Este modo consiste en que una Facción, generalmente la UE (Unión Europea), trata de recuperar un territorio perdido. Para ello debe tomar ciertos puntos estratégicos de la CPA (Coalición Pan-Asiática), antes de poder desbloquear la Base Principal Enemiga, y poder capturarla. Pudiendo obtener un pin: Assault Lines Attack Pin (Broche De ataque a las Líneas de Asalto).

## Tropas
En el juego podemos seleccionar el tipo de personaje que manejaremos:
- Reconocimiento: Equipado con armas tipo francotirador, rifles a larga distancia con potencia de fuego elevada y largo tiempo de recarga. Equipado también con explosivos, minas antipersona y camuflaje óptico. Un arma ligera de combate de pequeño calibre y gran cadencia de fuego complementan este equipo.
- Asalto: Equipado con arma de asalto con tiempos de recarga normal y buena precisión a optar por alto y bajo calibre. Es el que desempeña también las labores de médico, curando a heridos y recuperando a incapacitados.
- Ingeniero: Porta un lanzamisiles útil contra tanques y bípodes, además de un subfusil de pequeño calibre. Dispone también de un arma antiaérea. Desempeña las labores técnicas del equipo, reparando vehículos, accesorios del titan y puntos claves de espiación.
- Apoyo: Principalmente utilizado en defensa estática, va equipado con una ametralladora de gran poder de fuego y reservas de munición para sus compañeros y el mismo. También equipable con una escopeta de gran potencia.

Cada tipo es una combinación de dos clases de soldados presentes en Battlefield 2. A medida que el jugador asciende en el juego en línea en los servidores tipo 'Ranked' obtiene otros objetos propios de cada tipo de personaje que le ayudarán en su labor. Entre estos objetos hay granadas PEM, ametralladoras desplegables, armas más avanzadas, minas, etc. El jugador va adquiriendo también experiencia en cada partida y se le otorgan rangos dentro del escalafón militar, medallas, parches y otros premios.

## Vehículos

### Unión Europea (UE)
- UD-6 Talon: Aeronave de asalto de despegue vertical, para dos tripulantes. Rápida y con arsenal versátil. El piloto controla los cohetes y el acompañante controla la ametralladora y los misiles teledirigidos.

- A-8 Tiger: Tanque pesado biplaza para dos tripulantes. El piloto controla el cañón principal y el acompañante controla la ametralladora de gran calibre.

- MK-15 Bandit: Vehículo rápido todo-terreno para tres ocupantes. Lo dirige el piloto, dispone de un puesto de artillero con una ametralladora de calibre medio y una ubicación trasera de transporte.

- L5 Riesig: Andador (Walker) de batalla bípode para dos tripulantes. Para el piloto está equipado con dos cañones rotatorios rápidos y dos emplazamientos de misiles guiados por infrarrojos. Para el acompañante recibe una ametralladora de gran calibre y dispone también de misiles antiaéreos tipo PEM. Equipado también con contramedidas antimisiles.

- AMV-2 Groundhog: Transporte de tropas de asalto para seis ocupantes. Equipado con una ametralladora de gran calibre y un lanzador PEM controlado por el conductor, para el acompañante un lanzagranadas de mayor alcance y varios emplazamientos de disparo para las tropas transportadas. En los mapas modo Titán dispone de cápsulas de asalto para lanzar a los ocupantes hacia el Titán.

- UD-12 Shepherd: Transporte aéreo para siete tripulantes. Armado con dos ametralladoras de calibre medio, lento pero manejable. Dispone de cápsulas de escape para soltar a las tropas a tierra.

### Coalición Pan-Asiática (CPA)
- Doragon Tipo 4: Aeronave de asalto de despegue vertical, para dos tripulantes. Rápida y con arsenal versátil. El piloto controla los cohetes y el acompañante controla la ametralladora y los misiles teledirigidos. Vehículo hecho en Japón.[nota 1]

- Nekomata Tipo 32: Tanque flotante biplaza para dos tripulantes. El piloto controla el cañón principal y el acompañante controla la ametralladora de gran calibre. Vehículo hecho en Japón.[nota 1]

- UAZ-8 Ocelot: Vehículo rápido todo-terreno para tres ocupantes. Lo dirige el piloto, dispone de un puesto de artillero con una ametralladora de calibre medio y una ubicación trasera de transporte.

- Bogatyr T-39: Andador (Walker) de batalla bípode para dos tripulantes. Para el piloto está equipado con una ametralladora de mayor alcance y dos emplazamientos de misiles guiados por infrarrojos. Para el acompañante recibe una ametralladora de gran calibre y dispone también de misiles antiaéreos tipo PEM. Equipado también con contramedidas antimisiles.

- BTR-4 Romanov: Transporte de tropas de asalto para seis ocupantes. Equipado con una ametralladora de gran calibre y un lanzador PEM controlado por el conductor, para el acompañante un lanzagranadas de mayor alcance y varios emplazamientos de disparo para las tropas transportadas. En los mapas modo Titán dispone de cápsulas de asalto para lanzar a los ocupantes hacia el Titán.

- BTR-20 Yastreb: Transporte aéreo para siete tripulantes. Armado con dos ametralladoras de calibre medio, lento pero manejable. Dispone de cápsulas de escape para soltar a las tropas a tierra.

## Mapas
| Localización    | Mapas (en inglés)       | Mapas (en español)        | Modo de juego               | Modo de juego | Modo de juego |
| Localización    | Mapas (en inglés)       | Mapas (en español)        | Tipo                        | Titán         |               |
| --------------- | ----------------------- | ------------------------- | --------------------------- | ------------- | ------------- |
| África          | Suez Canal              | Canal de Suez             | Todos                       | Sí            |               |
| África          | Tunis Harbor            | Puerto de Túnez           | Conquista: Frente a frente  | No            |               |
| África          | Shuhia Taiba            | Shuhia Taiba              | Conquista: Frente a frente  | Sí            |               |
| África          | Sidi Power Plant        | Central eléctrica de Sidi | Conquista: Frente a frente  | Sí            |               |
| Europa          | Minsk                   | Minsk                     | Asalto y conquista          | Sí            |               |
| Europa          | Camp Gibraltar          | Campamento de Gibraltar   | Asalto y conquista          | No            |               |
| Europa          | Belgrade                | Belgrado                  | Conquista: Frente a frente  | No            |               |
| Europa          | Fall of Berlin          | Caída de Berlín           | Asalto y conquista          | No            |               |
| Europa          | Verdun                  | Verdún                    | Conquista: Frente a frente  | Sí            |               |
| Europa          | Cerbere Landing         | Colinas de Cerbère        | Asalto y conquista          | No            |               |
| Europa          | Operation Shingle²      | Operación Guijarros²      | Líneas de Asalto            | No            |               |
| Northern Strike | Bridge at Remagen       | Puente en Remagen         | Líneas de Asalto            | Sí            |               |
| Northern Strike | Port Bavaria            | Puerto de Baviera         | Líneas de Asalto            | Sí            |               |
| Northern Strike | Liberation of Leipzig   | Liberación en Leipzig     | Líneas de Asalto            | No            |               |
| Oriente Medio   | Highway Tampa¹          | Autopista Tampa¹          | Líneas de Asalto dobles     | Sí            |               |
| Oriente Medio   | Strike at Karkand 2142³ | Huelga en Karkand 2142³   | Conquista                   | No            |               |
| El Pacífico     | Wake Island 2142²       | Isla Wake 2142²           | Asalto y Conquista el Titán | Sí            |               |
| El Pacífico     | Molokai³                | Molokái³                  | Titán                       | Sí            |               |
| Asia            | Operation Blue Pearl³   | Operación Perla Azul³     | Líneas de Asalto            | No            |               |
| Canadá          | Yellow Knife³           | Yellow Knife³             | Líneas de Asalto            | No            |               |

¹Disponible con el parche 1.40

²Disponible con el parche 1.50

³Disponible con el parche 1.51

### Arte Conceptual
El arte conceptual se crea en las primeras etapas de desarrollo de un videojuego para indicar a los desarrolladores qué ambientación conseguir en los objetos/mapas/vehículos y para probar las distintas ambientaciones que el juego podría tener. Las suguientes imágenes fueron liberadas por Digital Illusions CE, pero debido al cierre de los servidores en los que se alojaban los foros de EA UK, actualmente solo está disponible en el canal de YouTube de un fan del videojuego.

## Northern Strike
Northern Strike es la primera y única expansión del juego, publicada en marzo del 2007, esta ya no es adquirible por ningún medio pago, en febrero de 2011 fue lanzada gratis con la actualización 1.51 del juego. La expansión agrega nuevos objetos y armas desbloqueables, 3 nuevos mapas y un nuevo modo de juego llamado "Líneas de Asalto".

### Trama
El escenario concluye en Europa, en 2145. La campaña en África de la CPA ha fracasado, y las fuerzas restantes se fortifican en Ciudades y Montañas fáciles de defender, ya abandonadas por el avance glacial. Ahora, la UE se prepara para una invasión a gran escala a las Fortificaciones Enemigas, con el fin de expulsar a la CPA de Europa, y ponerle fin a la guerra de una vez por todas. Nuevas tecnologías y vehículos, junto con las últimas fuerzas de cada facción, conforman las batallas finales de la Guerra Fría.

### Vehículos
- Hachimoto Tipo 36: Vehículo de ataque rápido hecho en Japón, y su diseño es similar al Nekomata Tipo 32 (al ser flotante también). Para el conductor ofrece una ametralladora contra infantería, y para el acompañante ofrece dos armas: un granadero y misiles teledirigidos. Este vehículo solo se utiliza por la Coalición Pan-Asiática (CPA).[nota 1]

- Goliath A-3: Vehículo tipo APC, con capacidad de hasta 5 pasajeros (el conductor, dos granaderos y dos ametralladores). El conductor por su parte, utiliza la ametralladora ultra-potente de un único disparo, y las minas de movimiento que se sueltan hacia los vehículos enemigos. Además incluye una función muy importante, es que si alguien intenta destruir con cualquier arma antitanque, se repara automáticamente a sí mismo (sin hacer absolutamente nada). También incluye para soldados si se recuperan su salud (si está/están en la parte de atrás del vehículo) o recargando munición. Este vehículo solo se utiliza por la Unión Europea (UE).